# Winikon
Winikon är en ort i kommunen Triengen i kantonen Luzern i Schweiz. Den ligger cirka 8 kilometer nordväst om Sursee, vid gränsen till kantonen Aargau. Orten har 831 invånare (2023).
Orten var före den 1 januari 2009 en egen kommun, men inkorporerades då i kommunen Triengen.